# 黑爾戈蘭灣空戰
黑爾戈蘭灣空戰（英語：Battle of the Heligoland Bight）發生於1939年12月18日，是第二次世界大戰中第一場定名的空戰，也是人類史上最長空戰——帝國保衛戰的開端。1939年9月3日，英法兩國在納粹德國入侵波蘭2天後，正式對德宣戰，第二次世界大戰爆發。英國人並未在海陸中為波蘭提供任何實質幫助，僅有英國皇家空軍轟炸機指揮部對德國境內目標發動過少少幾次攻擊。為了排除德國軍艦出現在大西洋的可能性，英國人對德國人停泊在港口的軍艦發動了數場空襲。在1939年9月到隔年5月這段被後人稱為假戰或靜坐戰爭的期間裡，德法戰線的變化不大，陸上和空中只發生了零星的戰鬥。
德國的U型潛艇對同盟國的海上運輸產生巨大威脅。因此，英國空軍部決定對德國的水面船艦發動攻擊，以防它們前往北大西洋協助這些U艇。1939年12月18日，三個英國皇家空軍的轟炸機中隊，受命前往空襲停泊於德國威廉港內的德軍主力艦。是次任務最初有24架威靈頓轟炸機起飛，但在進入德國空域前，有2架因為引擎問題返航。德軍很慢才對英軍的空襲做出反應，並總計派出了80至120架戰鬥機升空攔截，但其中只有44架戰鬥機接觸到英國的轟炸機。在這22架抵達目標區域的英國轟炸機中，超過半數被德國空軍擊落，數量多達12架。
這場空戰深刻的影響了雙方戰略。英國皇家空軍因日間作戰的損失過大，逐漸改採夜間轟炸。而敵人絕無可能攻擊到本國國土的思維開始在德國空軍中萌芽，又隨著德軍隨後的法國戰役取得重大勝利，導致敵空軍因距離過遠而無法有效地對德本土進行轟炸，更加堅定了德空軍的這種想法。。 
德國對日間戰鬥機的輕視，在數年後對戰略帶來了嚴重後果。德國空軍總司令部開始組織部隊防禦美國的戰略轟炸時，德國將自己捲入了一場毫無準備的消耗戰中。這一錯誤也成為德國空軍在帝國保衛戰中失敗的原因之一。後來也有人稱黑爾戈蘭灣空戰為「整場戰爭中最為重要的行動之一」。

## 背景

### 英國皇家空軍的戰略
戰爭爆發前，英國皇家空軍轟炸機司令部堅信轟炸機總能突破敵方防線，只需要依靠空軍，便能在不發生海戰和陸戰的情況下贏得勝利。他們認為讓轟炸機以緊密隊形飛行，再加上嚴密的防禦火力，轟炸機就可以在沒有戰鬥機護航的情況下擊退來犯的戰鬥機。但是英軍缺少同時具有足夠炸彈酬載力，和足夠防禦火力的四引擎轟炸機來轟炸德國。以英國現有轟炸機的航程，能夠攻擊的也只有德國的魯爾工業區。
荷蘭與比利時兩國為保持中立，拒絕英國空軍在其境內建立基地，以深入德國的要求，同時也禁止英、德兩國轟炸機飛越他們的領空。戰爭爆發後，法國因為擔心德國報復，禁止英國轟炸機從自家機場起飛轟炸德國城市。法國所擁有的轟炸機早已過時，難以用來攻擊德國空軍，法國的戰鬥機部隊也還沒做好全面防禦德軍的準備。因此英國轟炸機只能從本土起飛，前往比較容易到達的德國港口和海岸城市。但這對英國實際上是相對有利的，特別是英國海軍。
假戰期間，盟軍最急迫的威脅便是德國U艇。德國潛艇早在英國宣戰前便已出海潛伏，英國宣戰後，便隨即對來自北美或其他大英帝國領土，攜帶著補給物資的英國船隻發動攻擊。1939年10月，德國的U-47潛艇在斯卡帕灣擊沉英軍皇家橡樹號戰艦，造成艦上786名船員死亡。英國海軍部因此事向英國皇家空軍施壓，要求後者專注在海岸司令部上，而非戰略轟炸。英軍內部一直到1941年都有類似的爭執反覆出現。由於美國要求避免轟炸非軍事目標，英軍因此制定了「西方航空計畫7B」（Western Air Plan 7B），準備對德國軍艦發動攻擊。至於德國則是到1939年9月18日確立對波蘭的勝利後，才開始遵守美國的要求。港口或海中的德國軍艦離平民區有段距離，能夠避免造成不必要的傷亡。整個計畫內容都圍繞著如何消滅德艦，以防他們出海援助U艇。

### 對德宣戰至空戰前一日
英國皇家空軍為了符合自家戰略，根據航空偵查的結果來對德國船艦發動攻擊的方式，出現在他們最初的數個計畫中。英軍在9月3日曾嘗試執行這個計畫，當時英國空軍139中隊的安德魯·麥克弗森中尉，正駕駛著布倫亨式轟炸機在北海進行偵查，他發現德國威廉港外的希利希錨地中有大量的海軍艦艇。但是由於機上無線電失效，攻擊行動一直到麥克弗森返回基地後才發動。15架HP52漢普登轟炸機和9架威靈頓轟炸機出發後，因天候不佳而未能發現攻擊目標。
隔天，英軍再次執行同樣的計畫，這次麥克弗森中尉在布倫斯比特爾附近、威廉港和希利希錨地中又發現了德國軍艦。機上的無線電再次失效，使得攻擊又得等到麥克弗森回到基地後才發動。這次的攻擊機隊由第110、第107和第139三個中隊的15架布倫亨式轟炸機組成，前兩個中隊共同派出其中10架，剩餘5架則來自第139中隊。而第149中隊則派出8架威靈頓轟炸機，起飛尋找先前被其他飛機發現的格奈森瑙號戰艦、沙恩霍斯特號戰艦以及舍爾將軍號裝甲艦。可是第149中隊的戰備並不齊全，至少有一架飛機幾乎連炸彈都沒裝就起飛了，隊伍中的空軍中尉比爾·麥克雷（Bill McRae）就發現他的轟炸機彈艙是空的。在前往任務目標的路上，保羅·哈里斯（Paul Harris）少校要求他的炮手們進行武器測試，結果卻發現機上武器全數失效，飛機正毫無防備的進入德國空域。但哈里斯不想讓他的第一次攻擊任務半途告吹，所以他選擇硬著頭皮前進。
在當天稍晚，英國空軍第9中隊在布倫斯比特爾附近攻擊了同個目標。第9中隊在攻擊中僅使德艦輕微損傷，卻承受5架布倫亨式和2架威靈頓轟炸機被擊落的嚴重損失，戰果十分難堪。舍爾將軍號被三枚沒有爆炸的炸彈擊中，而一架布倫亨式撞上了不在首要攻擊目標中的埃姆登號輕巡洋艦艏艛。這一撞導致11名水手死亡、30名水手受傷。
德軍卡爾-阿尔弗雷德·舒馬赫中校指揮的第77戰鬥機聯隊第II大隊，從諾爾德霍爾茨航空基地起飛攔截來犯的英軍第9中隊。漢斯·托伊奇（Hans Troitzsch）和阿尔弗雷德·黑爾德（Alfred Held）上士，以及梅茲（Metz）少尉三人皆宣稱取得空戰勝利。在第9中隊與德軍戰鬥機的戰鬥中，英國飛機在二戰首次被德軍戰鬥機擊落，托伊奇極可能是首位擊落英軍飛機的德國飛行員。德國防空火力也擊墜了4架第107中隊的布倫亨式。德軍開始相信他們的防空能力能夠阻擋盟軍的攻擊。透過早期的弗蕾亞雷達，德國戰鬥機能在接敵前八分鐘內得到敵機接近的警告。
英軍認為，從發現德國軍艦到自家轟炸機抵達的時間間隔太久，因此英軍決定進行威力偵察，派出編隊飛行的轟炸機隊，前往北海尋找並襲擊德國軍艦。命令禁止他們攻擊停靠在港中的船隻、不得在中立空域開火，甚至是攻擊護航商船的德軍戰艦。9月29日的巡邏任務，導致5架漢普登轟炸機被第77戰鬥機聯隊第II大隊的Bf 109戰鬥機擊墜。12月3日的攻擊就成功多了，第149、第38和第115三個中隊的24架威靈頓轟炸機，在毫無損失的情況下，宣稱擊沉一艘德軍掃雷艦（經德國資料確認擊沉），並以轟炸機上的防禦武器擊墜一架德國戰鬥機。被擊落的德軍飛行員金特·施佩希特，在日後成為德國的空戰王牌。擊落他的是英軍第38中隊的科普利（Copley）下士。被擊沉的德國船隻有兩艘，分別為布魯瑪號（Brummer）以及M1407號掃雷艦，兩艦都因被未爆的炸彈擊穿船身而沉沒。德國的一份報告中寫到，英軍的攻擊巧妙地利用太陽升起時的位置，同時也避開了平民區。
12月14日的一次武裝偵察，12架編隊飛行的威靈頓轟炸機，由於雲底高度的關係，而在非常低的高度飛行，他們後來遭遇了敵方戰鬥機和防空火炮的攻擊，導致5架轟炸機被擊落。英國空軍認為這5架轟炸機皆是被防空火力擊墜，所以對轟炸機以緊密隊形飛行時，轟炸機自衛武器的能力多少還保持一些信心。這樣的結論相當古怪，因為幾架存活的轟炸機都受到小口徑武器損傷。德國空軍宣稱自身損失1架戰鬥機，並擊落了5架英軍轟炸機，防空作戰單位則無宣稱取得空戰勝利。

### 德國的防禦
德國空軍的防空單位在戰爭初期的幾個月裡，經歷了一些變化。北德港口和重要戰略目標的防空任務交給了當地或最近的防空司令部（Luftverteidigungskommando）。因此負責防禦戰爭海軍船隻的責任，被交給了漢堡防空司令部（Luftverteidigungskommando Hamburg）。
這個系統很不靈活，漢堡防空區控制著空中和地面的防禦，但兩者在地理位置上卻無法互相支援。無法組成聯合兵種，即代表地面上的防空武力無法直接的支援德軍的防禦，從而組成一股大規模的防禦力量。此外，防衛海岸的戰鬥機部隊，與海軍的防空單位待在一塊，而漢堡防空區的火炮卻在遙遠的內陸，導致德國空軍的戰鬥機與地面防空火炮單位，因為距離過遠而無法相互協調作戰。
德國空軍總司令赫爾曼·戈林帝國元帥，和海軍總司令埃里希·雷德爾海軍元帥彼此的關係惡劣，更是使這兩個軍種無法相互協調支援的狀況雪上加霜。德國的防空系統仰賴這兩個軍種相互合作，但這種對立情形導致雙方難以合作。為解決這個問題，德國人想出了兩個方法。負責防衛北海海岸的戰鬥機部隊，交由漢諾威的第11空軍軍區司令部（Luftgaukommando XI）管轄。這些戰鬥機部隊能夠作為獨立存在的戰鬥機指揮部（Jagdfliegerführer）。戰鬥機指揮部的指揮權，交給了卡爾-阿尔弗雷德·舒馬赫中校，他曾是第77戰鬥機聯隊第2大隊的隊長。第一次世界大戰期間，舒馬赫曾以軍校生身分服役於德意志帝國海軍，並參加了日德蘭海戰。德軍希望他的海軍背景和輕鬆的個性，能夠克服與海軍合作的難題。但是舒馬赫與海軍對接軍官的軍階相同，無法以上下級的方式指揮彼此，降低了指令的統一性。

## 雙方戰力

### 德國空軍

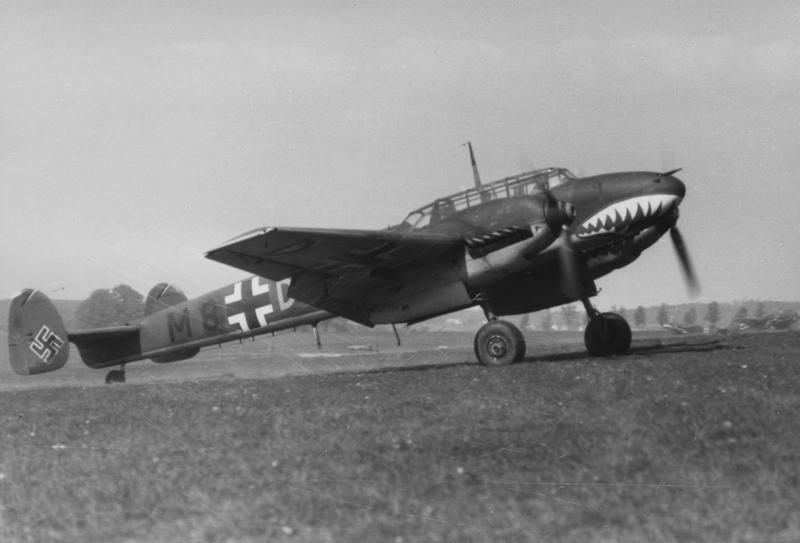
梅塞希密特Bf 110是轟炸機難以應付的對手

舒馬赫接收到了一支新的戰鬥機部隊，名為第1戰鬥機聯隊 (納粹德國)指揮大隊（Stab./Jagdgeschwader 1），有時也被稱為北方戰鬥機聯隊（JG Nord）或舒馬赫戰鬥機聯隊（JG Schumacher）。這支隊伍配有Bf 109D型、E型，以及Bf 110重型戰鬥機。在假戰期間鮮少有作戰任務，因此平常被航空隊用於進攻的戰鬥機，現在能夠轉用於防禦任務。
第1戰鬥機聯隊指揮大隊掌管下列各個大隊（Gruppen），共計80架到100架飛機：
- 第77戰鬥機聯隊第2大隊（II./Jagdgeschwader 77），由希爾默·馮·比洛-博特坎普（英语：哈利·馮·比洛-博特坎普）指揮。
- 第186艦載機聯隊第2大隊（II./Trägergruppe 186），這個大隊實際上隸屬於第1重型戰鬥機聯隊（英语：Zerstörergeschwader 1），但為了防禦任務而指派給第1戰鬥機聯隊，由海因里希·澤利格（Heinrich Seeliger）指揮。
- 第26戰鬥機聯隊第10夜間作戰大隊（10. (Nacht)./Jagdgeschwader 26）和兩個中隊（Staffel），由約翰內斯·施坦因霍夫中隊長（英语：Staffelkapitän）指揮。
- 第76重型戰鬥機聯隊第1大隊（I./Zerstörergeschwader 76）以及兩個中隊，由金特·賴內克（Günther Reinecke）上尉（英语：Hauptmann）指揮。
- 第26重型戰鬥機聯隊第1大隊（I./Zerstörergeschwader 26），由沃夫甘·法爾克（英语：Wolfgang Falck）聯隊長 (納粹德國空軍)指揮。
- 101戰鬥機大隊（JGr. 101）原先附屬於第1重型戰鬥機聯隊（ZG 1），後來成為第1重型戰鬥機第II大隊。由赫爾穆特·萊卡特（Hellmuth Reichardt）少校指揮[30]。

### 英國皇家空軍

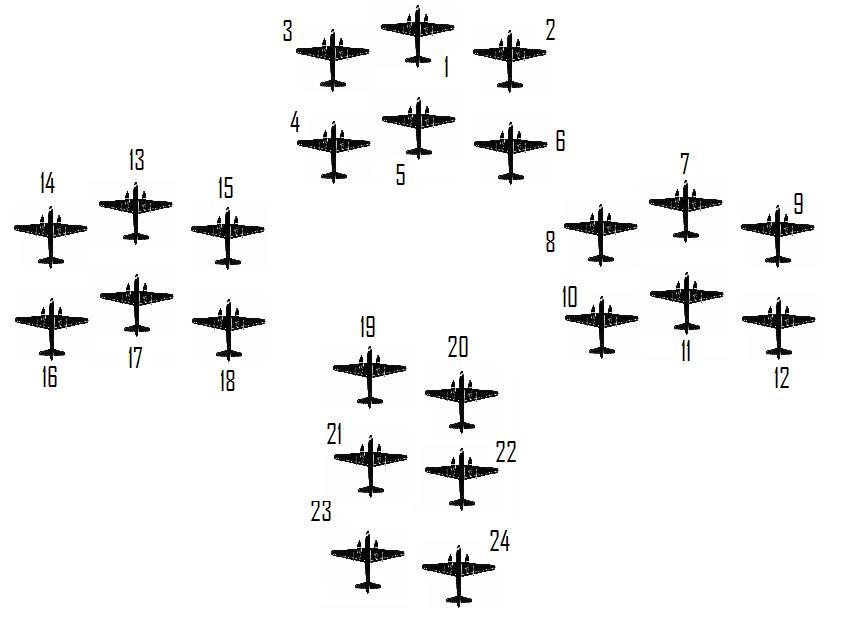
隊形1
第1部分：1.理查德·凱利特 2. 特納 3.斯皮尔斯
第2部分：4.凱利 5.杜吉德 6.里德爾斯沃思
隊形2
第1部分：7.哈里斯 8.布賴登 9.博洛克
第2部分：10.拉姆肖 11.格蘭特 12.珀迪
隊形3
第1部分：13.格思里 14.佩茨 15.麥克雷
第2部分：16.沙勒 17.艾利森 18.萊恩斯
隊形4
19.休-威廉斯 20.莱蒙 21.溫伯利 22.劉易斯 23.湯普森 24.魯斯

英國皇家空軍指派第3聯隊進行攻擊。通常該聯隊由第9中隊、第37中隊、第38中隊、第99中隊、第115中隊、第149中隊，以及後備的第214中隊、第21中隊組成。這支聯隊原先預定用於夜間轟炸，現在卻草草改為執行日間任務。聯隊的訓練水平很難不被質疑，甚至許多隊員都沒有受到適當的編隊飛行訓練，只有第9和第214中隊能夠在飛行時保持正確隊形。為了增進編隊飛行能力和組員的作戰經驗，第37中隊與戰鬥機指揮部湯密爾基地的噴火戰鬥機進行了數次模擬作戰。噴火戰鬥機的飛行員警告第37中隊，他們糟糕的隊形加上沒有戰鬥機護航，戰鬥機能夠在10分鐘內將整個中隊消滅掉，但這個警告仍舊被忽略。
第149中隊的哈里斯少校和凱利特（Kellett）中校是唯二擁有作戰經驗的指揮官，但是凱利特從未與第9和第37中隊一起進行編隊飛行，又或是編隊飛行和轟炸訓練。他也沒有時間能夠與聯隊、中隊，甚至是小隊組員討論和計畫如何轟炸海軍船隻，更別說是討論或給予任何在遭遇戰鬥機攻擊時，應該保持什麼編隊飛行等等的戰術建議。可以說他被交付了一個幾乎毫無經驗又毫無秩序的聯隊。12月18日，凱利特指揮第9、第37和第149中隊的24架威靈頓轟炸機出發執行攻擊任務。轟炸機隊以鑽石型編隊飛行。

## 作戰

### 目標
1939年12月18日的早晨，倫敦的泰晤士報報導了拉普拉塔河口海戰和德軍施佩伯爵將軍號沉沒的消息，而幾個小時後，英軍轟炸機指揮部決定要再擊沉一艘德國的主力戰艦。根據12月17日的B.60行動命令，攻擊目標為在港中或海上的德國戰艦。轟炸機指揮部下令飛往黑爾戈蘭灣和威廉港對敵艦發動攻擊，同時避免攻擊平民區、商船和土地。

### 轟炸機航線

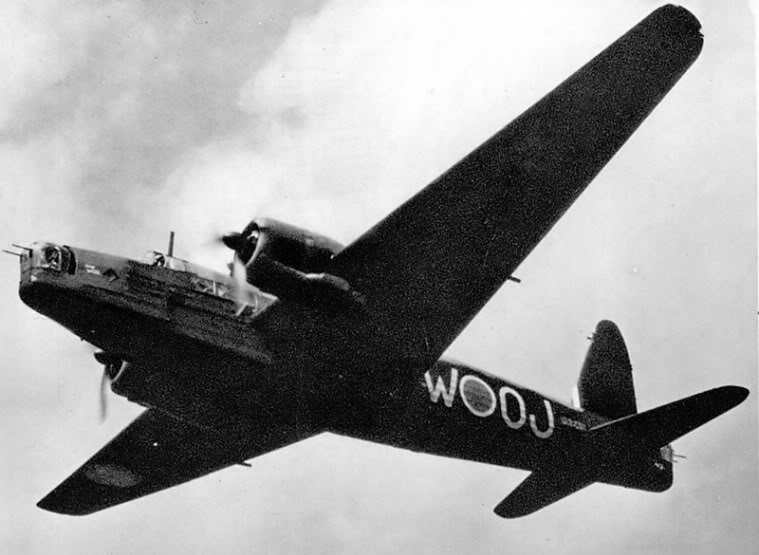
一架隸屬第149中隊的威靈頓轟炸機Mk.1，該機曾參與過黑爾戈蘭灣空戰，攝於1940年

1939年12月18日早上9點27分，理查德·凱利特（Richard Kellett）中校駕駛N2960號威靈頓轟炸機，從薩福克米登霍爾基地率先起飛。第9中隊則從附近的霍寧頓基地起飛，在金斯林上空集結後開始飛往北海。第37中隊沒能趕上集結時間，他們在一個小時後才在北海上空追上聯隊。通過沃什灣後，他們保持真航向040°持續飛行到北緯55度。作戰計畫希望能使聯隊避開集中在弗里西亞群島重型防空火炮攻擊。但當聯隊離開英格蘭後，空中的雲便開始散去，最後聯隊發現自己正在空中毫無遮掩地飛行。途中，杜吉德（Duguid）駕駛的N2984號機出現引擎問題，只好由凱利（Kelly）駕駛的N2894號護送返航。剩下的轟炸機則在往北繞過弗里西亞群島後，向南方繼續飛行，而無雲的天空提供了良好的視野，加大了被德國飛機發現的機會。
當聯隊抵達北緯55度東經5度的德國丹麥邊境後，他們開始轉往南方飛行。編隊開始飛向石勒蘇益格-荷爾斯泰因，並計畫向西轉往威廉港，經由「後門」（Back door）從東邊發動攻擊。計畫成功奏效，轟炸機在未遭受攔截的狀況下抵達目的地。但是在向南飛行時，德國的弗蕾亞雷達在聯隊還在海岸30英里（48）外時就偵測到了編隊，並在一個小時前就給德軍發出警告。聯隊一開始飛越海岸，已經注意到他們的港口守軍，以及德軍船艦上的防空火炮便開始射擊。轟炸機進入攻擊區域後，立刻遭受大量布萊梅港和威廉港的防空火炮攻擊。希利希錨地附近的船隻也開始對轟炸機射擊。轟炸機用機上的機槍進行回擊，希望能把敵人的防空砲手給趕跑。德國的防空炮雖然設定在正確的高度上，但炮彈爆炸的時間卻用的太晚，而在轟炸機的後方引爆。很快的，轟炸機飛到了格奈森瑙號和沙恩霍斯特號下錨停靠的威廉港上空。但是因為兩艘船停靠的位置太靠近岸邊，凱利特決定不投下炸彈，以避免波及平民。指揮聯隊的凱利特，被要求在大約10,000英尺（3,000）的最低高度進行攻擊。當時英國皇家空軍行動準則中認為，轟炸機的最大威脅是敵方的防空砲火，並非敵方的戰鬥機。
德國空軍運作效率不佳的情況下，德軍的防禦單位花上了一段時間，才從雷達站獲得資訊。指揮第77戰鬥機聯隊第2大隊的哈利·馮·比洛夫-博特坎普上校曾表示，給他們發出警報的竟然是海軍的弗雷雅雷達，而不是空軍的預警雷達。藉此，英國空軍在未受到攔截的狀況下飛抵德國領土。德國空軍的弗雷雅雷達發出第一次報告後一個小時，空戰正式打響。
當凱利特起飛時，舒馬赫還不肯相信英國人會在晴朗無雲的日子發動轟炸。德國旺格岛上，一名叫做赫爾曼·迪爾（Hermann Diehl）的少尉，正在向到訪的海軍軍官展示弗蕾雅雷達。被用來測試雷達的是沃夫岡·法爾克的第76重型戰鬥機聯隊第2大隊（2./ZG 76）。做了幾次演示後，迪爾將雷達轉向北方並對準黑爾戈蘭灣。與此同時，雷達隨即出現反應。迪爾打了電話給舒馬赫在耶弗爾的聯隊（Geschwader），而接到電話的是馮·比洛-博特坎普。聯隊被告知海軍雷達沒有偵測到任何東西，英國人會在如此晴朗的天氣發動攻擊，則被說成是無稽之談。約20分鐘後，海軍的弗蕾雅雷達也發現了轟炸機隊，但是依舊沒有戰鬥機升空。德國雷達的效率其實並不比英國差，真正的問題點在於德軍的資訊流通。英國人將他們的雷達和高效的戰鬥機管控系統結合在一起，但德國空軍與海軍間的訊息傳遞能力很差，以及雙方因負責範圍重疊，造成彼此的責任歸屬混亂。再加上德軍不認為英國皇家空軍轟炸機司令部，會將轟炸機暴露在對戰鬥機有利的日子。直到轟炸機隊被陸上的觀測員發現，戰鬥機才開始升空。觀測員回報了一支有44架飛機的英軍編隊，但實際數量卻只有其中一半。

### 空中交戰

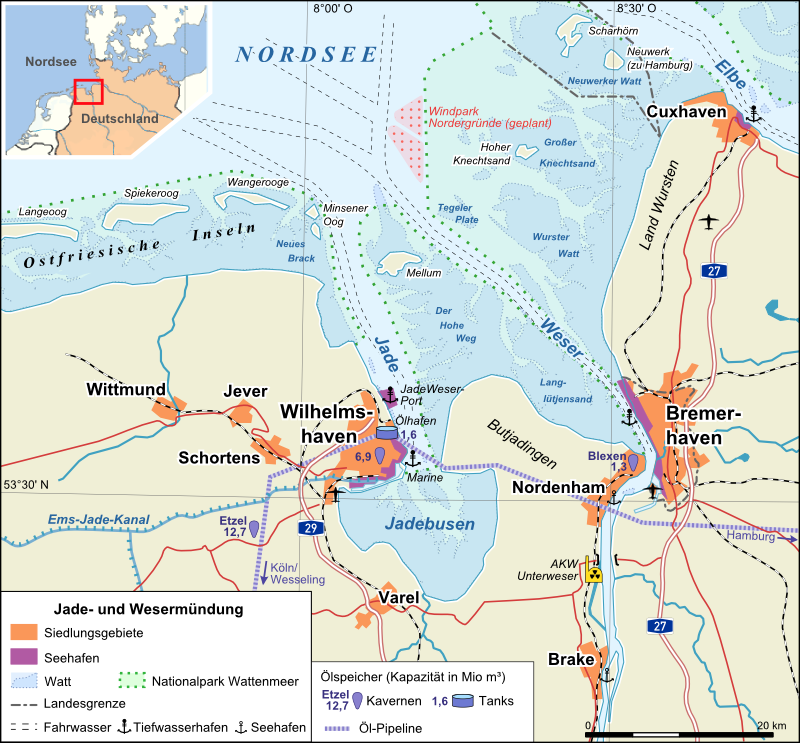
目標攻擊區域。凱利特的編隊從東方的亞德河口進入威廉港

下午1點10分，英國轟炸機隊飛越泥灘，向西前往庫克斯港和威瑟蒙德軍港（Wesermünde）時，受到了德國214、244和264號防空陣地的攻擊。在凱利特向西飛越亞德河口和威廉港時，212、222、252、262與272號防空陣地也開始發動攻擊，沙恩霍斯特、格奈森瑙等停靠在碼頭的軍艦也在此時開火攻擊。在希利希海角（Schillig Point），英軍機隊也能看見德國戰機，正在從一段距離外且經過迷彩偽裝的跑道起飛。德軍第1戰鬥機聯隊的指揮官在簡報時，告訴手下的飛行員要從威林頓轟炸機的死角，也就是轟炸機的側面發動攻擊。從轟炸機的後方攻擊相對危險，因為轟炸機的炮手可能會集中火力反擊。同時也提到了早期型的威靈頓轟炸機沒有自封油箱，當德國戰鬥機擊中轟炸機的機翼時，轟炸機很容易就會起火燃燒。
在這場英國空軍對德國發動的第一次大型襲擊中，比較沒有受到德軍注意的第149中隊，是聯隊中唯一成功對威廉港船隻投彈的隊伍，總共投下了6顆500磅（230）的炸彈，但結果未知，除此之外就沒有取得其他戰果。當轟炸機隊遭遇防空火炮攻擊時，機隊隊型便開始崩解。凱利特和哈里斯指揮的編隊雖然保持著陣型，但負責領頭第9中隊的中隊長格思里（Guthrie）飛得太過靠前，殿後的第37中隊則陣型大亂。第37中隊的指揮官休-威廉斯（Hue-Williams）把他的編隊拋在後面，自顧自地想跟上聯隊，使其編隊中的其他飛機必須加速跟上他們的指揮官。
德軍的約翰內斯·施坦因霍夫中尉，率領德軍第26戰鬥機聯隊第10夜間作戰大隊的數架Bf 109D型戰機起飛，並有第77戰鬥機聯隊第II大隊的兩架飛機護航。防空火力停止射擊後，他們在下午1點30分對一隊飛機發動攻擊，宣稱擊墜7架轟炸機，施坦因霍夫宣稱擊墜其中2架。最先獲得擊墜紀錄的是赫爾邁爾（Heolmayr）下士。下午1點40分，法爾克·沃夫岡上尉指揮的第26重型戰鬥機聯隊，有兩架Bf 110重型戰鬥機宣稱擊墜4架轟炸機。法爾克的座機在戰鬥中重傷，迫使他脫離戰鬥並以滑翔的方式返回基地，最後他在無動力的狀況下完成熄火迫降。弗雷伊亞（Fresia）下士也宣稱擊落兩架敵機，其中被擊墜的第二架飛機，是由艾利森（Allison）中尉所駕駛的轟炸機。哈里斯曾受到駕駛Bf 109戰機的約翰·傅爾曼（Johann Fuhrmann）中尉攻擊，約翰從轟炸機的側面發動攻擊未果後，又嘗試從轟炸機後方進行攻擊，但如同先前第1戰鬥機聯隊指揮官的警告，約翰最後被英軍擊墜。他降落在施皮克岛外數百碼的海上，而目擊者表示約翰曾試著游上岸，但最後還是溺水而亡。他很有可能是被里德爾斯沃思（Riddlesworth）機上的古爾森（Gouldson）二等兵擊墜。戈登·格盧布中尉駕駛Bf 110戰鬥機擊墜第9中隊的格思里，第37中隊的休-威廉斯同樣也被擊落，擊落他的可能是賴卡克（Reinecke）上尉。沒過多久，德軍的羅曼·史蒂格勒（Roman Stiegler）少尉在追擊莱蒙（Lemon）中尉駕駛的轟炸機時被擊墜，羅曼因此墜入海中陣亡。與此同時，第101戰鬥機大隊又宣稱擊墜兩架轟炸機。第76重型戰鬥機聯隊的Bf 110戰鬥機也宣稱擊墜5架轟炸機。
海穆·蘭特是德軍在這次空戰中，取得最多空戰勝利的飛行員，總計取得兩次空戰勝利。結束巡邏任務的海穆·蘭特降落在耶弗爾後，便隨即起飛攔截來犯的轟炸機。他首先攻擊了赫比·魯斯（Herbie Ruse）駕駛的威靈頓轟炸機，並殺死了機上大部分的組員。之後赫比的轟炸機開始冒出黑煙，海姆認為赫比即將墜機，便脫離了戰鬥。接下來他開始追擊湯普森（Thompson）駕駛的威靈頓轟炸機，而湯普森最後墜毀在博爾庫姆的海岸邊。其宣稱的第3次空戰勝利，因為海穆·蘭特開火時敵機已經嚴重受損且搖搖欲墜，因此該筆空戰勝利紀錄被歸給了第1戰鬥機聯隊聯隊本部的卡爾-阿尔弗雷德·舒馬赫聯隊指揮官（Geschwaderkommodore）。被擊墜的飛機由溫伯利（Wimberley）所駕駛。此外，卡爾-阿尔弗雷德在博爾庫姆附近擊落了劉易斯（Lewis）少尉駕駛的飛機。下午1點45分，德國戰鬥機因為續航力不足而返回基地。下午2點05分，剩餘的英國轟炸機脫離了攔截範圍，空戰結束。

## 結果

### 英德雙方誇大戰果
在黑爾戈蘭灣空戰中，德國戰鬥機飛行員總共宣稱擊落38架轟炸機，但實際上英國皇家空軍僅損失了12架飛機。英軍轟炸機上的炮手們則宣稱擊落12架、重傷12架德軍戰機。德軍實際上僅損失3架Bf 109戰鬥機、2架嚴重受損，2架Bf 110重型戰鬥機重傷、7架輕傷。雙方都有浮報戰果的狀況出現。此次空戰中僅有2名飛行員陣亡，且皆隸屬德國空軍，分別是約翰·傅爾曼和羅曼·史蒂格勒。第101戰鬥機大隊的迪特里希·盧比奇（Dietrich Robitzsch）摔毀了他的Bf 109戰鬥機，但其並未受傷。駕駛Bf 109戰鬥機的漢斯·特羅伊奇（Hans Troitzsch）上士和駕駛Bf 110戰鬥機的古斯塔夫·烏蘭貝克（Gustav Uellenbeck）少尉，則是在戰鬥中負傷。英軍的機組員宣稱在黑爾戈蘭灣的戰鬥中遭遇60到80架的德軍戰機。
德軍為了配合宣稱擊墜的數量，德國空軍認為英國派出了44架轟炸機，德國空軍總司令部更將數量增為52架。幾個小時後，宣稱擊墜的數量減少至34架，空戰過後幾個月，德軍分析了空戰時的回報，將「確認」的空戰勝利數減少到27個。但這個數量仍超過英軍被擊落數的兩倍，甚至比英國實際派出的機數還多出5架。德國史學家稱英國官方為了掩飾損失而美化了紀錄，但經過考究後這一論述被否定。根據大英國協戰爭公墓委員會發出的訃聞，上面記載了所有在戰爭中死亡且無法立墓的士兵資料，例如墜落在海中的空軍士兵。空戰發生當天除了第9、第37和第149中隊以外，並無其他空軍士兵失蹤的報告。

### 英軍的評估
英德雙方在戰術評估上可以說是天差地遠。英國轟炸機指揮部認為糟糕的飛行編隊和指揮能力是此次空戰失敗的原因，轟炸機必須加強防禦側襲的能力並加裝自封油箱。英軍認為這些戰術上的考量，或許能挽回日間轟炸機的頹勢。12月22日，第3聯隊一份無署名的報告上寫著：
我們完全能相信，6架保持緊密隊形的威靈頓轟炸機，能夠在敵人戰鬥機長時間且大量的攻擊中存活下來，而且就算有人員或機體的損傷，也會十分輕微。但如果轟炸機隊形鬆散，在同樣攻擊下就很可能出現大量損傷。
1939年12月19日，傑克·鮑德溫空軍少將在交給轟炸機司令部總司令愛德嘉·盧德卓-赫維特的報告中認為，格思里和休-威廉斯飛得太過趨前，破壞了防禦隊形，後者在12月23日的回覆中同意了傑克的說法，並指責第9和第37中隊的指揮官拋棄自己的任務。愛德嘉將這種行為稱為「無法原諒的過錯」，第149中隊的隊長哈里斯認為，格里斯和休-威廉斯不僅未接受訓練且沒有接敵經驗，這樣的說法是不公平的。此外，哈里斯批評第3聯隊指揮部沒有讓各中隊溝通或討論計畫，也沒有提供任何的編隊飛行訓練。
在任務要點的「編隊飛行」中特別寫道，編隊飛行並不是單純的聚集在一起，由6架飛機構成的編隊必須自成一個防禦單位，編隊中的飛機得保持在不同高度飛行，而數量超過12架飛機的編隊對一個指揮官來說，飛機的數量太多且難以領導。任務要點中也提到，保持編隊的陣型十分重要，要是編隊長只顧著跟上聯隊指揮官而危及自己的編隊，可能會使得陣型崩解。為彼此提供保護是編隊飛行的基礎，要是編隊崩解，轟炸機則必須各自為戰，這樣就給了敵機將他們一一擊落的機會。遵守要點的凱利特和哈里斯兩人，前者的編隊僅損失一架轟炸機，而哈里斯則是一機未損。反之，格里斯和休-威廉斯兩人則忽視了這個一要點。在後來幾周內，英國空軍一直在爭論該不該將空襲改在夜間執行，而愛德嘉則偏向改在夜間進行轟炸。

### 德軍的評估
戰術層面上，德軍注意到早已知曉的教訓與弱點，尤其是威靈頓轟炸機機鼻、機尾炮塔的射擊範圍不足以抵禦敵方側襲這點，僵硬的飛行編隊更是幫了大忙，藉此德軍的戰鬥機駕駛員能夠挑選想要的攻擊位置和角度。德軍的報告中稱，英國空軍試圖在視線良好且無雲的10,000—16,000英尺（3,000—4,900）高空發動空襲，簡直是「笨的可以」。舒馬赫則認為防空炮不只有效的破壞轟炸機隊的隊形，同時也對轟炸機造成傷害，為戰鬥機們提供了良好機會。
波蘭戰役結束後，德國陸軍嚴加分析自身在戰役中的表現。德國陸軍總參謀部對領導階層、戰術、指揮和管制等層面的問題進行評估，並加以改進。然而舒馬赫的戰鬥機部隊只顧著享受自己的勝利。沒有太多證據能顯示德國空軍取得黑爾戈蘭灣空戰的勝利後，曾做過類似陸軍在波蘭戰役結束後的工作。儘管這場空戰給了英德雙方一些警示，並顯現出他們的運作問題，然而德軍卻只把這場勝利用來進行戰爭宣傳。
1939年9月到1941年夏季這段期間，除了少數特例外，似乎證明德國空軍在戰前把自家戰鬥機打造成進攻工具的做法是正確的。德國空軍在挪威、比利時、法國、南斯拉夫和希臘的勝利，證明了他們的做法是正確的。德國空軍藉著把敵國空軍逐出自家邊境並將之擊敗擊敗於敵國空域的手段，成功的保衛德國空域。而佔領敵國領土，更使得敵國空軍失去空襲德國的基地。因此，德國在段期間的日間防禦鮮少受到考驗。這一連串的空戰，加上德軍意識到即便英國空軍從法國起飛，其穿透能力也十分的低，使得德國空軍認為德國不可能遭受攻擊。為了保持前線的進攻能力，轟炸機主導了飛機的生產，而戰鬥機的生產次序也因此降到轟炸機之後。
隨著1941年12月11日德國對美國宣戰，以及巴巴羅薩行動的失敗，使得德國空軍將所有資源集中在前線的作法逐漸不可行。英國皇家空軍在1940年早期便開始對德國發動夜間轟炸，1942年8月中旬，美國陸軍航空隊也加入戰局。即使如此，德國空軍總司令部仍不願抽掉前線部隊加強本土防禦。直到1941年5月，美國第八航空隊開始對德佔區進行空襲，德國空軍開始在日間與美國空軍作戰，德國空軍總司令部才開始擔心盟軍的日間轟炸。1942年底，提升防空炮日間作戰能力的措施不止尚未完成外，甚至降低了防空單位的作戰能力。漢斯·耶匈尼克「德國空軍只需要一個戰鬥機聯隊就能夠抵擋同盟國日間空襲」的言論，顯現出了德國空軍總司令部的態度。1943到44年間的空戰，將會顯現出他的論點是錯誤的。在1941年到1945年擔任德國戰鬥機總監的阿道夫·加蘭德認為，防空的組織與計劃上的不足，是德國空軍在戰爭中的重大錯誤之一。